# Jednostka Wojskowa GROM

Militares poloneses da GROM.

Jednostka Wojskowa 2305 (em língua portuguesa: Unidade Militar 2305; também denominado pela sigla GROM, em polonês/polaco:  Grupa Reagowania Operacyjno-Manewrowego, em língua portuguesa: Grupo de Resposta de Manobra Operacional, ou tambem conhecido como Jednostka Wojskowa GROM) é um grupo tático pertencente à Polônia.
Foi oficialmente criado em 13 de julho de 1990.

## Unidades similares
- Portugal – Destacamento_de_Ações_Especiais
- Brasil - 1.º Batalhão de Forças Especiais (1° B F Esp)
- Noruega – Marinejegerkommandoen (MJK)
- Polónia – 1 Pułk Specjalny Komandosów
- Polónia – FORMOZA – Special Naval Frogman Group
- Reino Unido – Special Air Service
- Reino Unido – Special Boat Service
- Geórgia – Special Operations Battalion
- Canadá – Joint Task Force Two (JTF2)
- Estados Unidos – 1st SFOD-D (Delta Force)[4]
- Estados Unidos – Naval Special Warfare Development Group
- Estados Unidos – Marine Special Operations Regiment
- Israel – Sayeret Matkal
- Alemanha – Kommando Spezialkräfte
- Alemanha – GSG9 der Bundespolizei
- Índia – MARCOS
- Índia – Special Frontier Force-Special Group (SFF-SG)
- Suécia – Särskilda operationsgruppen[5]
- Dinamarca – Jægerkorpset
- Dinamarca – Frømandskorpset
- Bangladesh – Special Warfare Diving and Salvage